# Canaille +
 (juillet 2022).
Canaille + est une émission de télévision française pour la jeunesse diffusée sur Canal+ du 1er septembre 2003 au 12 novembre 2007. Elle est ensuite revenue le 12 novembre 2007 sur Canal+ Family. Elle est diffusée les matins et les midis jusqu'au 7 juillet 2013 où Cartoon+ remplace les horaires de Canaille+ et Takaz.

## Programmes diffusés
- Andy Pandy
- Angelmouse
- Art Attack
- Bing et Bong
- Boo !
- Boohbah
- Contes autour du monde
- Cubeez
- Dad'x
- Dragon Tales
- Edouard et Martin
- Fanboy et Chum Chum
- Fimbles
- Inis Cool
- Inuk
- Jay Jay le petit avion
- Jungo
- Katie et Orbie
- L'Histoire sans Fin
- La Famille Berenstain
- Les Devinettes de Reinette
- Les Gros Chevaliers
- Les Jules... Chienne de vie
- Loup y es-tu ?
- Mes bestioles chéries
- Olive et Tom
- Orson et Olivia
- Pimpa
- Plonsters
- Sagwa
- SOS Croco
- Timbouctou
- Tom et Vicky
- Titch
- Yoho Ahoy
- Yvon au Pôle Nord
- Zinzin le lapin